# Суелла Браверман
Сью-Еллен Кассіана «Суелла» Браверман, до шлюбу Фернандес (англ. Sue-Ellen Cassiana «Suella» Braverman; нар. 3 квітня 1980) — британська політична діячка та адвокатка. З 6 вересня до 19 жовтня та з 25 жовтня 2022 до 13 листопада 2023 року — міністр внутрішніх справ Великої Британії. З 2020 до 2022 рік обіймала посаду генерального прокурора Англії та Уельсу. З 2015 року є членом парламенту Сполученого Королівства від виборчого округу у Гемпширі. Член Консервативної партії, очолювала Європейську дослідницьку групу (European Research Group) з 19 червня 2017 до 9 січня 2018 року.
У лютому 2020 їй було присвоєно почесний титул королівського адвоката після її призначення генеральним прокурором Англії й Уельсу та генеральним адвокатом Північної Ірландії

## Ранні роки та особисте життя
Браверман народилась у родині Крісті та Уми Фернандес індійського походження, які емігрували до Великої Британії в 1960-х роках з Кенії та Маврикія. Її мати була медсестрою і членом місцевої ради у Бренті, а її батько, що походив із Гоа в Південній Індії, працював у житловому кооперативі. Вона народилася в лондонському районі Героу, і виросла на Уемблі.
Браверман вивчала право в Квінс-коледжі, Кембридж. Під час навчання в бакалавраті вона була головою спілки студентів-консерваторів Кембриджського університету. Браверман жила у Франції протягом двох років як студентка програми Erasmus, а потім як стипендіатка Entente Cordiale, де здобула ступінь магістра з європейського та французького права в Університеті Париж I Пантеон-Сорбонна.
Одружилася з Раелем Браверманом в лютому 2018 року в Палаті громад Сполученого Королівства. Першу дитину народила 2019 року, другу — 2021 року.
Суелла Браверман входить до буддійської церкви Тріратна і щомісяця відвідує Лондонський буддійський центр. Вона складала свою присягу на Дгаммападі (збірці висловлювань Будди).
Її мати, Ума Фернандес, була кандидаткою від консерваторів у Тоттенемі на парламентських виборах 2001 року та на позачергових виборах в одному з лондонських округів 2003 року.

## Політична кар'єра

### Діяльність як членкині Парламенту
Браверман була обрана до Палати громад як депутатка від виборчого округу в Гемпширі 2015 року, здобувши 56,1 % голосів і більшість у 22 262. Виголосила свою першу промову 1 червня 2015 року. Як депутатка найбільше переймалася освітою, внутрішніми справами та правосуддям і дописувала серед іншого в такі видання як The Daily Telegraph, Independent, HuffPost.
Браверман була членкинею слідчої комісії, що досліджувала, як уряд може захистити права громадян ЄС у Великій Британії. Виступала за вихід Великої Британії з Європейського Союзу на референдумі щодо членства Великої Британії в ЄС у 2016 році; більшість (55 %) голосів у її окрузі були за вихід з ЄС. Після парламентських виборів 2017 року Браверман призначена помічницею міністра фінансів тіньового уряду Великої Британії.
Під час переформатування уряду 2018 року Браверман стала заступницею голови департаменту з питань виходу з Європейського Союзу.

### Генеральний прокурор
Під час переформатування уряду 2020 року Браверман призначена генеральним прокурором Англії та Уельсу та генеральним адвокатом Північної Ірландії, змінивши Джеффрі Кокса, якого було звільнено з уряду. Вона є другою в історії Великої Британії жінкою-генеральним прокурором і першою жінкою-генеральним прокурором від Консерваторів.
2 березня 2021 року Браверман стала «членом уряду у декреті» у зв'язку з вагітністю, невдовзі після того, як було ухвалено відповідний закон, що ухвалити його спонукала саме ця ситуація з вагітністю Суелли Браверман. Майкл Елліс став виконувачем обов'язків генерального прокурора, доки Браверман не повернулася 11 вересня 2021 року .

### Міністерка внутрішніх справ
6 вересня 2022 року призначена міністром внутрішніх справ в уряді Ліз Трасс. 19 жовтня, на тлі закликів до Ліз Трасс подати у відставку з посади прем'єр-міністра через невдалу податкову реформу та падіння рейтингів Консервативної партії, подала у відставку. У листі до прем'єр-міністра вказала, що надіслала колезі по парламенту офіційний документ із особистої пошти, і вважає це несуттєвим порушенням, але своє рішення про відставку — правильним. Браверман стала другим міністром, що подав у відставку з уряду Трасс, після Квасі Квартенґа. Наступного дня Трасс оголосила про відставку.
25 жовтня призначена міністром внутрішніх справ в уряді Ріші Сунака. Згодом перевірка МВС виявила, що Браверман 6 разів надсилала офіційні документи зі своєї урядової електронної пошти на свій особистий обліковий запис, що є порушенням міністерського кодексу. Сьоме порушення 19 жовтня призвело до її відставки, але 25 жовтня її було поновлено на посаді.
13 листопада Ріші Сунак повторно звільнив Браверман із посади Міністра МВС.